# 鑑證實錄
《鑑證實錄》，香港電視廣播有限公司製作的時裝查案劇集，於1997年12月22日期間首播，共20集，監製潘嘉德。由林保怡、陳慧珊領銜主演。陳慧珊以第一年年資最短身份於《萬千星輝頒獎典禮1998》奪得「最佳女主角」最後5強。續集《鑑證實錄II》于1999年1月4日播出。

## 劇情內容
女法醫官聶寶言（陳慧珊飾）的父親聶尚鈞（李鴻傑飾）乃拆彈專家，一次行動中卻意外被炸死，寶言化悲忿加入法醫行列，以繼承其父親的遺志，捍衛社會公義。寶言之胞姊聶寶意（陳美琪飾），是著名的小說作家兼電台節目主持，專替人解決家庭及愛情糾紛，惜寶意能醫卻不自醫，與女兒聶津津（鍾麗淇飾）關係惡劣 。
津津偶然認識了在法證事務部工作的曾家喬（魯文傑飾），知他暗戀警隊探員蔡小棠（李珊珊飾），遂幫他追求之，卻發現小棠已心有所屬，家喬無奈只好放棄。後家喬涉嫌謀殺女友趙詠妮（陳彥行飾），津津深信家喬無辜，遂與寶言及家喬之胞兄曾家原（林保怡飾）合力找出真兇，助家喬洗脫罪名！而寶言更因此與家原展開戀情，但未幾，家原竟慘遭暗殺，被炸至重傷…

## 演員表

### 曾家
| 演員   | 角色   | 職業/關係 | 暱稱         |
| 秦 煌  | 曾耀球 | 宋桂枝之夫 曾家原、曾家喬之父 |              |
| 程可為 | 宋桂枝 | 家庭主婦 曾耀球之妻 曾家原之繼母 曾家喬之母 |              |
| 林保怡 | 曾家原 | 重案組（B組）高級督察 曾耀球之子 宋桂枝之繼子 曾家喬同父異母之兄 金素心之夫 與聶寶言互有好感 蔡小棠之上司兼暗戀對象，於第17集成為其男友，於第20集分手 洪麗英之下屬兼好友 於第19集與聶寶言發生關係 參見重案組（B組） 另見虐打之謎（第3集） 另見遲來的報復（第1-20集） | 大佬原 曾Sir |
|        | 金素心 | 曾耀球之亡儿媳 宋桂枝之亡继儿媳 曾家原之亡妻 曾家乔之亡大嫂 3年前因患癌症而去世 已去世 |              |
| 魯文傑 | 曾家喬 | 法證部技術員，後升為科學鑑證主任（S.E.O）（第4集） 大學夜間部生化系碩士生 曾耀球、宋桂枝之子 曾家原同父異母之弟 金素心之小叔 聶津津之男友 馬麗珠之暗戀對象 趙詠妮之前男友 董岸風之好友 參見法證部／醫學界 另見暗藏殺機（第1-3集、第19-20集）                         |              |

### 聶家
| 演員   | 角色   | 職業/關係 | 暱稱            |
| 李鴻杰 | 聶尚鈞 | 拆彈專家 白綺綾之夫 聶寶意、聶寶言之父 聶津津之外公 於22年前被倪志強炸死 另見暗藏殺機（第1-3集、第19-20集） |                 |
| 林小湛 | 白綺綾 | 家庭主婦 聶尚鈞之妻 聶寶意、聶寶言之母 聶津津之外婆 陸偉聰之學妹兼舞伴 | Elaine          |
| 陳美琪 | 聶寶意 | 作家、主持人 聶尚鈞、白綺綾之長女 杜子俊之女友，後分手 聶寶言之姊 聶津津之母 | 寶意            |
| 陳慧珊 | 聶寶言 | 法醫官 聶尚鈞、白綺綾之幼女 聶寶意之妹 聶津津之阿姨 與曾家原互有好感 曹志銳、盧瑞昭之前女友 洪麗英之好友 與第19集與曾家原發生關係 於第20集離開香港 參見法證部／醫學界 另見父子命案（第17-18集） 另見遲來的報復（第1-20集） | Pauline Dr. Lip |
| 鍾麗淇 | 聶津津 | 設計系大學生 聶寶意之獨女 聶尚鈞、白綺綾之外孫女 聶寶言之外甥女 曾家喬之女友 潘幸瑤、金妙玲之好友 另見三幕悲劇（第3-6集） 另見無妄之災（第10-12集）                                                                        | 津津            |

### 蔡家
| 演員   | 角色   | 職業/關係 | 暱稱   |
| 劉 江  | 蔡國忠 | 大廈管理員 夏玉嫦之夫 蔡小棠之父 另見虐打之謎（第3集）                                                                           | 忠叔   |
|        | 夏玉嫦 | 蔡國忠之亡妻 蔡小棠之亡母 已去世                                                                                                 |        |
| 李珊珊 | 蔡小棠 | 重案組（B組）探員 蔡國忠、夏玉嫦之女 曾家原之下屬 暗戀曾家原，于第17集成為其女友，于第20集自動退出與曾家原分手 參見重案組（B組） | 小棠菜 |

### 重案組（B組）
| 演員   | 角色   | 職業/關係                                                     | 暱稱                |
| 莫可欣 | 洪麗英 | 重案組（B組）總督察 曾家原之上司兼好友 聶寶言之好友 金Sir之妻 | Sammi Sam Madam Sam |
| 林保怡 | 曾家原 | 重案組（B組）督察 參見曾家                                    |                     |
| 李珊珊 | 蔡小棠 | 重案組（B組）探員 參見蔡家                                    |                     |
| 古明華 | 李志奇 | 重案組（B組）探員 曾家原下屬                                  | 奇哥                |
| 蔣 克  | 陳大華 | 重案組（B組）探員 曾家原下屬 陳小華之雙生兄                   | 大孖                |
| 張松枝 | 陳小華 | 重案組（B組）探員 曾家原下屬 陳大華之雙生弟                   | 細孖                |
| 談泉慶 | 金Sir  | 重案組（D組）警司 洪麗英之夫                                  |                     |
| 王維德 | 郭啟明 | 重案組（D組）探員 金Sir之下屬                                 |                     |

### 法證部／醫學界
| 演員   | 角色   | 職業/關係 | 暱稱            |
| 陳慧珊 | 聶寶言 | 法醫官 參見聶家 | Pauline Dr. Lip |
| 魯文傑 | 曾家喬 | 法證部技術員，後升為科學鑑證主任（S.E.O）（第4集） 參見曾家                                                                                        |                 |
| 何寶生 | 董岸風 | 法證部化驗師 曾家喬之好友 何詠琪之知己 另見死亡終局（第7-10集）                                                                                    | David           |
| 郭政鴻 | 曹志銳 | 本劇終極大反派 法證部技術員 曾跟聶寶言交往 蘇盈之前男友 於第20集被聶寶言刺傷，後被捕 另見暗藏殺機（第1-3集、第19-20集） 另見遲來的報復（第1-20集） | 曹Sir 亞銳      |
| 梁健平 | 高Sir  | 法證部高級化驗師 董岸風、曾家喬、曹志銳及其他法證部技術員之上司                                                                                    |                 |
| 李天翔 | Andy   | 聶寶言助手 |                 |
| 蘇麗明 | May    | 聶寶言助手 |                 |
| 黃天鐸 | 余醫生 | 法醫 | Dr. Yu          |
| 周凱珊 | Emily  | 法證部技術員 |                 |
| 趙子豪 | Ken    | 法證部技術員 |                 |
| 溫晉民 | Joe    | 法證部技術員 |                 |
| 劉家聰 | 聰     | 法證部技術員 |                 |
| 張智軒 | 軒     | 法證部技術員 |                 |
| 黄振威 | 威     | 法證部技術員 |                 |
| 嚴文軒 | 文     | 法證部技術員 |                 |
| 鄺佐輝 | 醫生   | |                 |
| 虞天偉 | 醫生   | 有某程度的生物遺傳學知識 |                 |
| 江 漢  | 李保羅 | 澳洲醫學教授 生物遺傳學專家 曹志銳之澳洲主治醫師 另見遲來的報復（第1-20集）                                                                        | Dr. Paul Lee    |

### 其他演員
| 演員   | 角色    | 職業/關係 | 暱稱     |
| 李國麟 | 杜子俊  | 玩具廠老闆、鞋店員工 聶寶意之男友，於第12集分手，於第19集復合 李思曼之外遇對象，於第12集分手 另見無妄之災（第10-12集） | 子俊     |
| 汪 琳  | 潘幸瑤  | 大學生 聶津津、金妙玲之好友                                                                                            | 瑤瑤     |
| 劉美珊 | 金妙玲  | 聶津津、潘幸瑤之好友                                                                                                   | 阿妙 Miu |
| 梁輝宗 | William | 董岸風之友 Danny之同性戀情人                                                                                           |          |
| 甘子正 | Danny   | 董岸風之友 William之同性戀情人                                                                                         |          |
| 孫季卿 | 得 叔   | 警局餐廳收銀員 |          |
| 蔣志光 | 張先生  | 聶寶言相親對象（第1集）                                                                                                |          |
| 鄧煜榮 | 張先生  | 聶寶言相親對象（第3集）                                                                                                |          |
| 羅浩楷 | Billy   | 電台高層 聶寶意之上司                                                                                                  |          |
| 胡 楓  | 陸偉聰  | 上海舞王 白綺綾學長兼舞伴                                                                                              | 陸Uncle  |
| 凌 漢  | 工 人   | |          |
| 郭卓樺 | 記 者   | |          |
| 何美好 | 記 者   | |          |
| 湯俊明 | 記 者   | |          |

## 案件

##### 案件一：暗藏殺機（第1-3集、第19-20集）
案情：Vanness得知妻子有外遇，更闻到妻子身上搽的玫瑰香水味，所以憎恨一切用玫瑰香水的女人，并先后奸杀了两个。案发当日曾家乔曾目睹死者兼女友赵泳妮与另一个男人约会，但案发之时曾家乔曾经到便利店买酒喝，固有不在场证据，但仍然遭到警察蔡小棠的怀疑。后曾家乔为洗脱嫌疑而与蔡小棠合作，终找出真正凶手Vanness！ 
| 演員   | 角色    | 職業/關係 | 暱稱   |
| 郭政鴻 | 曹志銳  | 法證部技術員 杀害趙詠妮之真凶 參見法證部／醫學界 另見遲來的報復（第1-20集）                                                 |        |
| 陳彥行 | 趙詠妮  | 孤兒、三劍俠之一 於電視台工作 曾家喬之前女友 於第1集被曹志銳掐死並刮去兩個指甲及藏於紅白藍膠袋裡 另見遲來的報復（第1-20集） | Winnie |
| 魯文傑 | 曾家喬  | 趙詠妮之前男友 參見曾家 |        |
| 河國榮 | Vanness | 時裝店老闆 殺害李雪芬、馬麗珠 被曹志銳嫁祸殺害趙詠妮 於第3集因心臟病死亡                                                    | 阿Van  |
| 李鴻杰 | 聶尚鈞  | 拆彈專家 於22年前錯手被倪志強炸死 參見聶家                                                                                  |        |
| 李家鼎 | 倪志強  | 車行之員工 於22年前企圖謀殺楊日成，但反倒炸死聶尚鈞                                                                         |        |
| 洪菁儀 | 李雪芬  | 職業女性 定居於加拿大 於第1集被Vanness奸杀                                                                                  |        |
| 施 敏  | 馬麗珠  | 工商管理三年級大學生 暗戀曾家喬 於第1集被Vanness奸杀                                                                        |        |

##### 虐打之謎（第3集）
| 演員   | 角色   | 職業/關係                                                        | 暱稱   |
| 鄧汝超 | 鄧 風  | 郵票鋪店主 曾欺騙蔡国忠 因欠債被毆打而推至曾家原身上 於第3集被捕 | 郵鋪佬 |
| 林保怡 | 曾家原 | 高級督察 被誣衊打傷鄧風，后洗脫罪名 參見曾家                     |        |
| 劉 江  | 蔡國忠 | 曾被鄧風欺騙 指證鄧風誣衊曾家原 參見蔡家                         |        |

##### 三幕悲劇（第3-6集）
| 演員   | 角色   | 職業/關係 | 暱稱 |
| 王 偉  | 馮望山 | 富商、大麻吸毒者 陳美芬、阮佩雲之夫 馮逹森之父 唆使陳福殺害邱水添 殺害田守信之真凶 於第5集被捕                      |      |
| 陳美琪 | 聶寶意 | 聶津津之母 參見聶家                                                                                                 | 寶意 |
| 鍾麗淇 | 聶津津 | 聶寶意之女 曾與馮達森短暫交往 險被馮達森殺害 參見聶家                                                               | 津津 |
| 劉永健 | 馮達森 | 馮望山之子 曾與聶津津短暫交往 兒時常被陳美芬虐待 殺害陳美芬、阮佩雲，企图杀害聶津津 於第5集被曾家原槍伤，后不治身亡 |      |
| 楊子韜 | 邱水添 | 冷血屠夫、監犯 為了貪威，自認殺了陳美芬 患有末期肝癌，经常咳嗽，令陈福极度不满 於第4集因咳嗽吵醒陈福被其勒死        |      |
| 黃煒林 | 田守信 | 大麻吸毒者 馮達森前補習老師 田世東之子（見鑑證實錄II） 被馮望山收買 於第5集被馮望山殺害                             |      |
| 韓馬利 | 阮佩雲 | 馮望山之繼室（三姨太） 於第4集被馮達森殺害                                                                          |      |
|        | 陳美芬 | 馮望山之繼室（二姨太） 虐打馮達森 於3年前被馮達森殺害                                                               |      |
| 曾健明 | 陳 福  | 監犯 不满邱水添经常咳嗽 於第4集被馮望山唆使殺害邱水添                                                               |      |
| 余慕蓮 | 三 姐  | 馮家工人 |      |
| 楊證樺 |        | 記者招待會記者（第4集）                                                                                             |      |

##### 孕婦命案（第6集）
| 演員   | 角色   | 職業/關係                                      | 暱稱 |
| 曾慧雲 | 陳碧心 | 孕婦 孔永君之嫂 孔永佳之妻 於第6集因癲癇症猝死 |      |
| 李煌生 | 孔永佳 | 陳碧心之夫 孔永君之兄                          |      |
| 梁雪湄 | 孔永君 | 孔永佳之妹 陳碧心之小姑，二人不和              |      |

##### 死亡終局（第7-10集）
| 演員   | 角色          | 職業/關係 | 暱稱              |
| 馬德鐘 | 張立民        | 同性戀者 All-LIFE保險公司之保險經紀 譚慧欣之夫 洪天飛、卓崇傑、梁中日之前男友 欺騙洪天飛、卓崇傑、梁中日感情 於第9集被洪天飛殺害 | Man Manfred 亞民  |
| 溫裕紅 | 洪天飛/于美倩 | 同性戀者、變性人 張立民之前男友 被張立民欺騙感情 殺害卓崇傑、譚慧欣、張立民、梁中日 於第9集被捕                                  | Victor 忧郁小王子 |
| 何寶生 | 董岸風        | 同性戀者 參見法證部/醫學界 | David             |
| 區紹偉 | 卓崇傑        | 同性戀者 張立民之前男友，被張立民欺騙感情 於第7集被洪天飛殺害                                                                    |                   |
| 吳美珩 | 譚慧欣        | 張立民之妻 於第8集被洪天飛殺害                                                                                                   |                   |
| 郭德信 | 梁中日        | 同性戀者 張立民之前男友，被張立民欺騙感情 於第9集被洪天飛殺害 被洪天飛嫁祸殺害張立民、卓崇傑、譚慧欣                             | Frankie           |
| 陳中堅 |               | 大厦看更 |                   |
| 伍慧珊 | Sally Au      | All-LIFE保險公司之保險經紀 張立民之同事 聶寶言之舊同學                                                                           |                   |
| 何家俊 | Steve         | 毒品拆家 |                   |
| 譚權輝 |               | 酒保 |                   |

##### 無妄之災（第10-12集）
| 演員   | 角色     | 職業/關係                                                                       | 暱稱 |
| 鍾麗淇 | 聶津津   | 聶寶意之女 於第11集遭凌光綁票 於第12集獲救 參見聶家                             |      |
| 張錦程 | 凌 光    | 畫家 李思曼之夫 綁票聶津津，並嫁祸於杜子俊、李思曼 於第12集險殺害聶津津，後被捕 |      |
| 梁詠琳 | 李思曼   | 凌光之妻 杜子俊之外遇對象 被凌光嫁禍為綁架聶津津之凶手                          |      |
| 李國麟 | 杜子俊   | 李思曼之外遇對象 被凌光嫁禍為綁架聶津津之凶手 參見其他演員                      |      |
| 宋芝齡 | 畫郎職員 |                                                                                 |      |

##### 舊罪的陰影（第14-16集）
| 演員   | 角色      | 職業/關係 | 暱稱 |
| 劉倩怡 | 何詠琪    | 董岸風之知己 何兆昌、程潔蓉之繼女 曾被何兆昌侵犯 張偉明之前女友 於7年前錯手刺傷何兆昌並誤以為是兇手而與張偉明一同埋屍 於第14集被程洁蓉刺激，心臟病發身亡 |      |
| 陳啟泰 | 張偉明    | 何詠琪之前男友 於7年前與何詠琪一同埋何兆昌的屍體 於第15集被程潔蓉推出馬路而被車輾死                                                                      |      |
| 焦 雄  | 何兆昌    | 程潔蓉之夫 何詠琪之後父 曾侵犯何詠琪 於7年前被何詠琪自衛刺傷，後被程潔蓉殺害                                                                             |      |
| 馬清儀 | 程潔蓉    | 曾為媽媽生 何兆昌之繼室 何詠琪之後母 殺害何兆昌、張偉明之真凶 間接害死何詠琪 於第16集被捕                                                                |      |
| 蔡立兒 | Sally Yip | 張偉明之女友 |      |
| 黎秀英 | 娥 姐     | 何詠琪鐘點工人 |      |

##### 父子命案（第17-18集）
| 演員   | 角色   | 職業/關係 | 暱稱 |
| 陳慧珊 | 聶寶言 | 盧瑞昭之前女友 參見聶家 |      |
| 楊英偉 | 盧瑞昭 | 本劇反派 小提琴教師 聶寶言之前男友,后为好友 溫若嫻之夫 盧海洋之父 殺害盧海洋之真凶 於第17集欲殺害陳廣文，後反被其誤推墜樓身亡 | 阿昭 |
| 康 華  | 溫若嫻 | 盧瑞昭之妻 盧海洋之母 |      |
| 陳仲德 | 盧海洋 | 小學生 盧瑞昭、溫若嫻之子 於第17集因長期被盧瑞昭虐待最后搖晃導致窒息死亡，及後被棄屍河中                                      |      |
| 王偉樑 | 陳廣文 | 小提琴教師 於第17集險被盧瑞昭掐死，後誤推盧瑞昭墜樓身亡 於第18集被捕                                                          |      |

##### 遲來的報復（第1, 11-20集）
| 演員   | 角色   | 職業/關係 | 暱稱         |
| 林保怡 | 曾家原 | 高級督察 於第19集被炸至重傷 參見曾家 | 曾Sir        |
| 陳慧珊 | 聶寶言 | 法醫官 為取走曹志銳之精液來測驗DNA而欲色誘曹志銳 於第20集刺傷曹志銳 参見聶家                                                            | Pauline      |
| 郭政鴻 | 曹志銳 | 法醫部技術員 殺害趙詠妮、霍少媚、朱秀萍、李保羅之真凶 於第20集被聶寶言刺傷，後被捕 參見法證部/醫學界 另見暗藏殺機（第1-3集、第19-20集） | 曹Sir        |
| 陳彥行 | 趙詠妮 | 本劇幕後大反派之一 孤兒、三劍俠之一 於第1集被曹志銳殺害 另見暗藏殺機（第1-3集、第19-20集）                                              | Winnie       |
| 陳安琪 | 霍少媚 | 本劇幕後大反派之一 孤兒、三劍俠之一、嗑藥人士、妓女 殺害蘇盈之真凶 於第11集被曹志銳毀容兼殺害並被其刮去十個指甲                         |              |
| 姚樂怡 | 朱秀萍 | 本劇幕後大反派之一 孤兒、三劍俠之一、嗑藥人士、妓女 於第12集被曹志銳殺害並被其刮去十個指甲                                              |              |
| 陳 琪  | 蘇 盈  | 孤兒 曹志銳之女友 於1989年被霍少媚錯手殺害                                                                                              |              |
| 江 漢  | 李保羅 | 曹志銳之主治醫生 於第19集被曹志銳殺害 參見法證部/醫學界                                                                                 | Dr. Paul Lee |
| 陳燕航 | Betty  | 媽媽生 朱秀萍、霍少媚之老闆娘 |              |
| 羅 蘭  | 傅修女 | 天主教孤兒院負責人 |              |

## 軼事
- 此劇是陳慧珊首次擔任第一女主角，也是其第2部參演電視劇，更憑第2部電視劇入圍《萬千星輝賀台慶1998》本年度我最喜愛的女主角（最後五強）。
- 此劇亦是陳啟泰全身投入亞視前最後在TVB的電視劇作品。

## 外部連結
- 無綫電視官方網頁(TVBI) - 鑑證實錄 （页面存档备份，存于）